# Bradarac (Požarevac)
Pour les articles homonymes, voir Bradarac.
Bradarac (en serbe cyrillique : Брадарац) est un village de Serbie situé sur le territoire de la ville de Požarevac, district de Braničevo. Au recensement de 2011, il comptait 750 habitants.
Bradarac est situé sur les bords de la rivière Mlava.

## Démographie
| 1948  | 1953  | 1961  | 1971  | 1981  | 1991  | 2002 | 2011 |
| ----- | ----- | ----- | ----- | ----- | ----- | ---- | ---- |
| 1 104 | 1 206 | 1 209 | 1 256 | 1 191 | 1 106 | 874  | 750  |

|  |